# Kurt Hagen
Kurt Hagen (* 11. Februar 1884 als Kurt Victor Walter Popp in Danzig; † 25. April 1945 in Berlin) war ein deutscher Schauspieler bei Bühne und Film.

## Leben und Wirken
Der Sohn des Schuhmachers Johann Popp und seiner Frau Ida, geb. Wichert, trat unter dem Künstlernamen Kurt Hagen seit den 1910er-Jahren an der Bühne auf, so beispielsweise bereits vor dem Ersten Weltkrieg am Deutschen Theater in Hamburg. 1933 kam er in Berlin zum Film. Dort sah man ihn durchgehend in Chargenrollen; so verkörperte Hagen beispielsweise einen Schmied, einen Gerichtswachtmeister, einen Farmer und einen Kammerherrn. Zwei Wochen vor dem Ende des Zweiten Weltkriegs kam er in seiner Wohnung in Berlin-Neukölln "durch Feindeinwirkung" ums Leben.
Von 1913 bis 1920 war Hagen mit Frieda, geb. Krenzin, und von 1932 bis zu seinem Tod mit Viktoria, geb. Stelzer, verheiratet. 

## Filmografie
- 1933: Der Flüchtling aus Chicago
- 1934: Das Erbe in Pretoria
- 1934: Peer Gynt
- 1936: Diener lassen bitten
- 1936: Die drei um Christine
- 1937: Stimme des Herzens
- 1938: Der Fall Deruga
- 1938: War es der im 3. Stock?
- 1939: Kongo-Express
- 1939: Kennwort Machin
- 1939/41: Kadetten
- 1941: Ich klage an
- 1941: Tanz mit dem Kaiser
- 1942: Rembrandt
- 1943: Zirkus Renz
- 1945: Der Mann im Sattel (UA: 2000)